# 有机铷化学
有机铷化学是研究碳-铷键的化合物的化学分支。有机铷化学多年来发展很慢，这是因为有机铷化合物难于制备，也难以使用，其化学活性比相应的有机钠（或钾）化合物还高。铷的价格昂贵也一定程度上限制了有机铷化合物的研究与使用。
铷和环戊二烯可以在四氢呋喃或甲苯中反应，形成环戊二烯基铷。而酸性较弱的茚和芴需要利用[(CH3)3Si]2NRb反应得到它们的有机铷化合物。